# Грчка влада у егзилу
Грчка влада у егзилу формирана је 1941. године, након битке за Грчку и касније окупације Грчке од стране нацистичке Немачке и фашистичке Италије. Влада у егзилу била је са седиштем у Каиру, Египат, па се стога назива и „Влада Каира“ (грчки: Κυβερνηση του Καιρου). Била је то међународно призната влада током година окупације Грчке од стране Осовине.
На њеном челу је био краљ Ђорђе II, који је отишао из Атине у априлу 1941. после немачке инвазије на земљу, прво на острво Крит, а затим у Каиро. Влада је била тамо све док се немачке окупаторске снаге нису повукле из земље 17. октобра 1944. године.
Британци су имали значајан утицај на владу у егзилу. Све грчке снаге отпора су је до 1944. признавале као легалну грчку владу. У окупираној Грчкој, поред колаборационистичких влада под контролом Осовине, развио се снажан покрет отпора. Његова главна снага била је Народноослободилачки фронт и Народноослободилачка војска Грчке под контролом комуниста. Током 1944. године, овај двојац је успоставио дефакто засебну управу, формализовану у марту 1944. након избора и на окупираним и на ослобођеним територијама, као Политички комитет националног ослобођења.

## Историја
Док се Атина спремала да падне, грчки премијер Александрос Коризис се убио у својој канцеларији, а краљ Ђорђе је понудио премијерску функцију Александросу Мазаракису – који је одбио понуду, јер краљ није био вољан да отпусти Константина Манијадакиса, омражени министар јавног реда под режимом од 4. августа. Под снажним притиском сер Мајкла Палаиреа, британског министра у Атини, који је желео репрезентативнију владу од режима од 4. августа, краљ је 21. априла 1941. именовао Емануила Цудероса за премијера. Цудерос, бивши гувернер Централне банке Грчке, није био професионални политичар, јер је именован само зато што је био прогнан под режимом Метаксаса, што је стога омогућило краљу да тврди Палаирету да проширује владу. Међутим, Цудерос као премијер показао се невољним да одвоји владу у егзилу од наслеђа режима од 4. августа, крећући се веома споро и опрезно. Дана 25. априла 1941, са почетком битке за Грчку, краљ Ђорђе и његова влада напустили су грчко копно и упутили се на Крит, који су нацистичке снаге напале 20. маја 1941. Немци су употребили падобранске снаге у масовној ваздушној инвазији и напали три главна аеродрома на острву. После седам дана борбе и тешког отпора, савезнички команданти су одлучили да је узрок безнадежан и наредили су повлачење из Сфакије.
Током ноћи 24. маја, Ђорђе и његова влада су евакуисани са Крита у Каиро. Влада је остала у Египту до повлачења немачкиһ снага из Грчке 17. октобра 1944. године. Влада је желела да се пресели на Кипар, али након приговора Британске колонијалне канцеларије, која се жалила да ће већина кипарских Грка одати лојалност влади у егзилу, Египат је понуђен као алтернативно место. У Египту су живеле значајне заједнице етничких Грка у Каиру и Александрији, који су у својим политичким симпатијама били венизелисти и противили су се метаксистичким министрима у кабинету који су, међутим, имали подршку краља. Грчке заједнице у Египту су биле веома успешне у пословању, играјући превелику улогу у египатској економији, а влада у егзилу је у великој мери зависила од њихове финансијске подршке. Краљ је 2. јуна 1941. невољно отпустио Манијадакиса пошто је постало јасно да грчке заједнице у Египту нису вољне да имају било какве везе са владом у егзилу све док је Манијадакис остао. Један од вођа венизелиста, Вајрон Карапанагиотис, у писму Софоклису Венизелосу, жалио се да је Манијадакис „путовао са луксузном пратњом индијанског моћника у Јужној Америци“. У замену за смену Манијадакиса, краљ је у замену захтевао да Британци протерају 6 водећих венизелистистичких политичара који су побегли у Египат, и што је било незгодно, сви су блиско сарађивали са Управом за специјалне операције у организовању отпора у Грчкој. Пошто су сви венизелистички лидери имали „беспрекорну евиденцију пробританских симпатија“, краљева оптужба да су пронемачки била је апсурдна, а њих шесторица нису протерана из Египта.
Ерол Грејам Себастијан, званичник спољних послова задужен за бављење владом у егзилу, известио је 23. септембра 1941: „Грци свих мишљења су сагласни да је грчка влада неопходна да без одлагања да категоричку изјаву о враћању Устава који се тиче слободе штампе и права појединца, укинутих Метаксасовим режимом. Већина Грка не разуме зашто диктаторске методе Метаксаса нису одбачене и плаше се њиховог наставка након рата осим ако се сада не укину“. Краљ је полако ишао ка укидању режима 4. августа; њен крај је проглашен 28. октобра 1941, а тек у фебруару 1942. краљ је пристао да врати чланове 5, 6, 10, 12, 14, 20 и 95 устава из 1911. који су суспендовани на неодређено време 4. августа 1936. године. У мају 1942. Панагиотис Канелопулос, Партије јединства, побегао је из Грчке и по доласку је постављен за министра рата. Како је Канелопулос био противник режима од 4. августа, његово именовање за министра рата је виђено као раскид са прошлошћу.
Влада у егзилу се преселила у јулу 1941. у Преторију у Јужној Африци, а у септембру 1941. у Лондон. Министарство рата је остало у Каиру током целог рата пошто је највећи део грчких оклопних снага био у Египту. У марту 1943. влада у егзилу се вратила у Каиро. Британски званичници заузели су презиран став према грчкој влади у егзилу, а један службеник министарства спољних послова је написао да је Грчка „Египат без Кромера“. Амбасадор, сер Реџиналд "Рекс" Липер, говорио је о томе да Британија има право на "пријатељску интервенцију" у грчкој политици. Едвард Ворнер је у писму Липеру написао да су „већина Грка више класе“ били „саможиви Левантинци... прилично недостојни тог ранга“. Харолд Макмилан је 21. августа 1944. написао у свом дневнику да би влада у егзилу требало да се пресели у Италију како би побегла од „отровне атмосфере интрига која влада у Каиру. Све претходне грчке владе у егзилу сломљене су у бару Шепердовог хотела“. Године 1952. у својим мемоарима о својим ратним искуствима Затварање прстена, Винстон Черчил је написао да су Грци били попут Јевреја по томе што су „најполитички настројена нација на свету која без обзира на лоше околности или озбиљну опасност за њихову земљу увек су подељени на много партија, са много вођа који се очајнички боре међу собом“.
Како је Грчка имала једну од највећих трговачких морнарица на свету, а Уједињено Краљевство је била суочено са претњом глади ако подморнице Кригсмарине потопи довољно британских бродова, грчка трговачка морнарица је влади у егзилу обезбедила средства за преговарање у њени односи са Британцима. У меморандуму страних званичника описано је задржавање грчке трговачке морнарице у доношењу хране у Британију као најважније питање у англо-грчким односима, и саветовано да када је краљ Ђорђе посетио Лондон да га третирају као главног вођу савезника. У допису се наводи да су неки грчки бродски тајкуни покушавали да спрече да се њихови бродови користе на опасном северном Атлантику како би донели храну у Британију, и саветује да се изврши притисак на владу у егзилу како би се осигурало да сви грчки трговци у морнарици бити ангажовани у ратним напорима.
Током окупације, стални број грчких политичара је бежао у Египат да би служио у влади у егзилу, а већина ових људи су били републикански венизелисти. Агент Вудхаус је написао: „Врста Грка којима је било најлакше да се слажу са Немцима била је она врста Грка којима је било најлакше да се слажу са старим режимом, а самим тим и са монархијом“.
Управа за специјалне операције је одржавала радио станицу „црне пропаганде“ у Јерусалиму, „Слободни глас Грчке“, која се претварала да емитује програм из саме Грчке. Како би одржала ову фасаду, радио станица „Слободни глас Грчке“ је изразила осећања која су обични Грци осећали и насилно напали владу у егзилу, рекавши у једној емисији „Грчка влада наставља диктатуру Метаксаса у Лондону. То се наставља као паравестија италијанског и немачког фашизма у Лондону...док су они [тј. они који су се борили на албанском фронту] гинули, режим 4. август је наставио да живи у Лондону са Димитратом, а Николоудисом десном руком Метаксаса... Пападакисом фашистичке Неолаје [омладински покрет] и Манијадакис, убица А. Михалакопулоса и хиљаде других...“. Овај експеримент у „црној пропаганди“ се показао превише „црним“ за спољне послове, пошто се влада у егзилу жестоко противила да је Управа нападала на радио станици „Слободни глас Грчке“, а Себастијан, који је наклоњени републиканским венизелистима, замењен је Едвардом Ворнером, који је био више наклоњенији краљу.
Током целог рата, Цудерос и остатак владе у егзилу снажно су притискали Британију за енозис (унију) са Кипром, тврдећи да већина грчких Кипрана и да желе да се придруже Грчкој. После битке на Криту, министар спољних послова Ентони Иден се плашио да би Немци могли да заузму Крит заједно са Кипром и да ће суверенитет над Кипром понудити марионетској хеленској држави, а да то спречи, хтео је да изда декларацију која обећава енозис између Грчке и Кипра после рата. Међутим, Колонијална канцеларија се плашила да таква декларација не може да се примени и да би само резултирала повећаним дипломатским тензијама, и као таква декларација није издата. Цудерос је, поред Кипра, желео и острва Додеканез уз обалу Турске, чији су људи углавном етнички Грци, која су припадала Италији заједно са јужном Албанијом и југословенском Македонијом пошто је Цудерос тврдио да су већина људи у јужној Албанији чланови православне цркве и да би стога били срећнији да живе у православној Грчкој, а не у Албанији са већинским муслиманским становништвом. Цудерос је такође желео да Грчка после рата припоји Турску регију Источне Тракије и да се Истанбул претвори у међународни „слободни град“ са Грчком која игра посебну улогу у њеној управи, захтева које је грчки историчар Прокопис Папастратис назвао „потпуно нереалним„. Цудеросове амбиције да припоји југословенску Македонију изазвале су велике тензије са југословенском владом у егзилу и у децембру 1941. канцеларија спољних послова је Цудеросу доставио ноту у којој се наводи да би „у погледу Македоније било крајње непожељно да се било какво питање територијалног прилагођавања поставља у овој фази са југословенском владом. Што се тиче Додеканеза, јужне Албаније и Кипра, они морају јасно да ставе до знања да је по њиховом мишљењу преурањено постављати у овој фази питања будућих територијалних прилагођавања после рата“. Када је Еден у децембру 1942. у Доњем дому објавио да се британска влада залаже за обнављање независности Албаније унутар њених предратних граница, Цудерос се успротивио у дипломатској ноти, тврдећи да је јужна Албанија или „Северни Епир“, како ју је назвао, с правом део Грчке.
Током рата, Цудерос се противио отпору против окупације Грчке Осовине под образложењем да су репресалије Осовине увек убијале више људи без обзира на најмањи чин отпора, и стално је вршио притисак на канцеларију спољних послова да прекине сву британску подршку за Грчки отпор, који је међутим истакао да је подршка отпору одговорност Управи за специјалне операције. Након што је Управа у јуну–јулу 1943. покренула операцију Животиње са грчким отпором наређеним да се уложе у диверзантске нападе са циљем да заварају Немце да мисле да ће се савезници искрцати у Грчкој уместо на Сицилију, Цудерос је поднео ноту Липеру:"„Данас су узалудни сви ваши трошкови за тајно ратовање герилаца, а још више су наше жртве у животима и материјалу који се користи за ове тајне операције. Зарада коју добијете од ових операција је мала у поређењу са вашим огромним финансијским издацима за ово врсте ратовања и репресалија непријатеља против нас, погубљења, протеривања, паљења села и градова, силовања жена и свега осталог што непријатељ практикује у знак освете за релативно неважна дела саботаже герилаца."
Осим што се супротстављао отпору, Цудерос је сматрао да је Грчка „учинила довољно“ у рату и да, са изузетком Краљевске хеленске морнарице, Грчка не би требало више да се бори са снагама Краљевске хеленске армије у Египту како би се држала у резерви за повратак у Грчку када се рат завршио. Односи са Управом за специјалне операције су били тешки јер је Управа одбила да подели било какве информације са Цудеросом под образложењем да је он представљао безбедносни ризик пошто је живео у легендарном Шерпердском хотелу у Каиру. Већина грчких група отпора је била републиканска, а највећа и најважнија група отпора је била Фронт националног ослобођења под контролом комуниста, која је била отворено непријатељска према монархији. Најпознатији чин грчког отпора, дизање у ваздух вијадукта Горгопотамос на главној железничкој прузи која је повезивала Атину са Солуном у новембру 1942. организовала је Управа за специјалне операције, а влада у егзилу је први пут сазнала за саботажну операцију читајући новине.
Осим за Управу, влада у егзилу је такође имала проблема са канцеларијом спољних послова као и са БиБиСи-јем. Краљ Ђорђе није волео извештавање ових радио станица на грчком језику, за које је сматрао да га не величају довољно, и више пута је покушавао да спикер добије отказ. Односи са Канцеларијом су били веома тешки јер је Ворнер у марту 1942. приметио да је краљ био „под изузетним утиском да је Канцеларија 'прорепубликанска'“. Упркос краљевим тврдњама да се Канцеларија уротила против њега, у ствари, британске дипломате су се веома залагале за то да се краљ врати у Грчку као најбољи начин да се Грчка задржи у британској сфери утицаја. Ђорђе је био веома добар Черчилов лични пријатељ, који је током целог рата инсистирао да се краљ мора вратити у Грчку без обзира на све, а они британски званичници који су доводили у питање ову политику премијер је бацио на страну. Британски историчар Дејвид Бруер сажео је премијерове ставове: „Черчилов свеукупни поглед на ситуацију у Грчкој одувек је био неке средњовековне историјске драме у којој је краљ, заштићен нечим божанским, бранио свој трон, али је био окружен сплеткарским дворским политичарима док је одвратна руља галамила на капији“.
Подршка коју је краљ понудио диктаторском режиму од 4. августа, пораз Грчке у априлу–мају 1941. и чињеница да су многи званичници режима од 4. августа наставили да сарађују са Немцима служећи у марионетској хеленској држави изазвали су огроман пораст подршке за републиканизам у Грчкој, а официри Управе за специјалне операције који су служили у Грчкој доследно су извештавали да грчки народ не жели да се краљ врати. Због потешкоћа које је наметнула окупација Осовине, стање грчког јавног мњења може се проценити само импресионистичким доказима, али превласт доказа указује да већина грчког народа није сматрала краља Ђорђа својим легитимним монархом и више је волела да абдицира да би се република могла обновити. Линколн Мекве, амерички амбасадор у Грчкој, известио је у јулу 1941. да су „ватрени венизелисти, попут господина Џорџа Меласа, господина Папандреуа и генерала Мазаракиса, подстицали да схватим да се краљ никада не може вратити, шта год да се деси, и молили да кажем својој влади да не дозволи да Британци покушају да га наметну невољној земљи".
У новембру 1943. британски официр, мајор Доналд Стот, стигао је у Грчку и контактирао вође свих група отпора осим НАродноослободилачког фронта. Пошто је већина ових група била републиканска, Стот је снажно притискао да се изјасне о својој лојалности краљу Ђорђу, рекавши да је недостатак ројалистичког отпора веома срамотан за британску владу, која је стално тврдила да је грчки народ дубоко одан свом краљу. Стот је такође изјавио да је Грчка ослобођена и очекивао је да ће избити грађански рат између комунистичких и антикомунистичких група, а Британија ће подржати ове последње. Стот је затим отишао у Атину и остао као гост немачке војне полиције. Сврха Стотове посете била је да разговара о томе да батаљони безбедности лојални Грчкој пређу на службу влади у егзилу када се она врати у Грчку пошто је Стот тврдио својим немачким домаћинима да не жели да Народноослободилачки фронт успостави контролу над Грчком и био је вољан да пристане да грчке сараднике запошљава влада која се враћала. Многи високи немачки званичници као што је Хајнрих Химлер, веровали су да савез Британије и Совјетског Савеза неће потрајати и да ће Британци неизбежно бити приморани да се удруже са Немачком против Совјета, и као такав, Валтер Шимана и дипломата Херман Нојбахер одобрио је Стотову посету као први корак ка стварању антисовјетског англо-немачког савеза. Немачку војну полицију на Балкану предводио је Роман Лоос, професионални аустријски полицајац којег је британски историчар Марк Мазовер назвао „лукавом“ и „скривеном“ фигуром која је блиско сарађивала са СС-ом и никада му није суђено за ратне злочине, већ је наставио своју полицијске каријере до пензионисања 1962. године. Стот је био у радио контакту са штабом Управе за специјалне операције у Каиру током своје посете Атини, извештавајући бригадира Кебла. Након што је Стотов састанак откривен, он је описан као „неваљалац“ и укорен док је Кебле отпуштен. Стотова посета је распламсала сумње владе у Каиру, јер су многи чланови Народноослободилачког фронта веровали да ће краљ помиловати све батаљоне безбедности, који су коришћени за лов на борце отпора, и ангажовати их да се боре у његово име. Мазовер је известио да су многи документи који се односе на мисију Стот у канцеларији за јавне документе још увек затворени за историчаре. Мазовер је тврдио на основу једног документа са којег је скинута поверљивост у коме се наводи „наша дугорочна политика према Грчкој је да је задржимо у британској сфери утицаја, и... Грчка којом доминирају Руси не би била у складу са Британцима у источном Медитерану“. Британска политика у вези са владом у егзилу била је да се осигура њихов савез са антикомунистичким снагама у Грчкој.
У марту 1944, Фронт је прогласио Политички комитет националног ослобођења који ће управљати тим областима Грчке под својом контролом, што је било веома близу проглашења привремене владе, а влада у егзилу је сматрала изазовом њеном легитимитету. У априлу 1944. у грчким снагама у Египту избиле су побуне, пошто су многи обични грчки војници и морнари јасно дали до знања да подржавају Фронт, а не владу. У Александрији су се посаде свих ратних бродова Краљевске хеленске морнарице стационираних у луци побуниле и бациле своје официре у палубу, присиљавајући официре да пливају до обале. Влада, неспособна да одржи своју власт над сопственим оружаним снагама, морала је да затражи од Британаца да угуше побуне. Британци су, колико је то било могуће, настојали да побуне угуше грчке снаге, а не њихова сопствена војна полиција. Као одговор на побуну, Цундерос је поднео оставку на место премијера 13. априла 1944, да би га заменио „неефикасни“ Софоклис Венизелос. Дана 23. априла 1944. године, на врхунцу побуне, група лојалистичких грчких морнара и млађих морнаричких официра упала је на ратне бродове грчке морнарице у луку Александрије коју су контролисали побуњеници и у том процесу 50 људи је убијено или рањено. Венизелос је поднео оставку на место премијера у корист Јоргоса Папандреуа 26. априла 1944. године. Након побуне, од 18.500 грчких војника у Египту, 2.500 који се нису придружили побуни формирано је у Трећу брдску бригаду, која је послата да се бори у Италији, док је 8.000 војника интернирано у Египат за остатак. рата и још 2.000 војника било је дозвољено да наставе војну службу, али им није био дозвољен приступ оружју.
Прва акција нове Папандреуове владе била је сазивање конференције у Бејруту свих водећих грчкихһ политичара заједно са представницима група отпора, укључујући Народноослободилачки фронт, који су закључили да ће након рата бити одржан референдум по питању краљевог повратка, сви герилци су требали да прихвате ауторитет владе у егзилу, а групе отпора треба да уђу у владу. Комунистичко руководство у Грчкој одбило је да прихвати Либанску повељу и захтевало је да официр грчке народноослободилачке армије, треба да командује оружаним снагама и да Папандреау да преда министарства унутрашњих послова, правде и раде. Папандреау је одбацио ове захтеве, али је обећао да ће поднети оставку ради националног јединства, да би га Черчил одбацио и изјавио: „Не можемо узети човека као што смо урадили Папандреауа и пустити га да буде бачен вуковима на прво режање јадног грчког разбојника“.
Грчка влада се вратила из егзила у пратњи групе британских снага у октобру 1944. године.

## Влада

### Монарх
| Портрет | Име (рођење-смрт)    | Владавина        | Владавина     |
| Портрет | Име (рођење-смрт)    | Почетак          | Крај          |
| ------- | -------------------- | ---------------- | ------------- |
|         | Ђорђе II (1890–1947) | 3. новембар 1935 | 1. април 1947 |

### Премијери
| Портрет и име | Портрет и име      | Године (рођење-смрт) | Мандат         | Мандат           | Партија                                  | Кабинет            |
| Портрет и име | Портрет и име      | Године (рођење-смрт) | Почетак        | Крај             | Партија                                  | Кабинет            |
| ------------- | ------------------ | -------------------- | -------------- | ---------------- | ---------------------------------------- | ------------------ |
|               | Емануил Цудерос    | (1882–1956)          | 29. април 1941 | 13. април 1944   | Независни политичар                      | Кабинет Цудероса   |
|               | Софоклис Венизелос | (1894–1964)          | 13. април 1944 | 26. април 1944   | Либерална партија Грчке                  | Кабинет Венизелоса |
|               | Јоргос Папандреу   | (1888–1968)          | 26. април 1944 | 18. октобар 1944 | Демократска социјалистичка партија Грчке | Кабинет Папандреуа |